# Вайтстаун (Нью-Йорк)
Вайтстаун (англ. Whitestown) — місто (англ. town) в США, в окрузі Онейда штату Нью-Йорк. Населення — 18 118 осіб (2020).

## Демографія
Згідно з переписом 2010 року, у місті мешкало 18 667 осіб у 7845 домогосподарствах у складі 4896 родин. Було 8334 помешкання
Расовий склад населення:
| - 95,7 % — білих - 2,0 % — чорних або афроамериканців - 0,8 % — азіатів - 0,2 % — корінних американців |

До двох чи більше рас належало 1,0 %. Частка іспаномовних становила 1,8 % від усіх жителів.
За віковим діапазоном населення розподілялося таким чином: 21,1 % — особи молодші 18 років, 61,7 % — особи у віці 18—64 років, 17,2 % — особи у віці 65 років та старші. Медіана віку мешканця становила 41,8 року. На 100 осіб жіночої статі у місті припадало 96,0 чоловіків;  на 100 жінок у віці від 18 років та старших — 93,8 чоловіків також старших 18 років.
Середній дохід на одне домашнє господарство  становив 70 410 доларів США (медіана — 54 600), а середній дохід на одну сім'ю — 85 076 доларів (медіана — 74 316). Медіана доходів становила 48 291 долар для чоловіків та 38 372 долари для жінок. За межею бідності перебувало 9,5 % осіб, у тому числі 11,3 % дітей у віці до 18 років та 8,4 % осіб у віці 65 років та старших.
Цивільне працевлаштоване населення становило 9049 осіб. Основні галузі зайнятості: освіта, охорона здоров'я та соціальна допомога — 29,4 %, фінанси, страхування та нерухомість — 13,0 %, роздрібна торгівля — 10,2 %, мистецтво, розваги та відпочинок — 10,2 %.